# حاييم امسلم
حاييم امسلم والمعروف أيضا باسم إيميل (بالعبرية: חיים אמסלם//بالفرنسية: Haim (Emile) Amsalem) من مواليد 12 أكتوبر 1959. هو حاخام إسرائيلي وسياسي في مجمع الكنيست. وينتمي إلى حزب الشس الإسرائيلي.

## نبذة عن حياته الشخصية
ولد حاييم بوهران بالجزائر من والديه دافيد امسلم وفريحة امسلم اللذان هاجرا من المغرب.